# St. Peter (Thann)

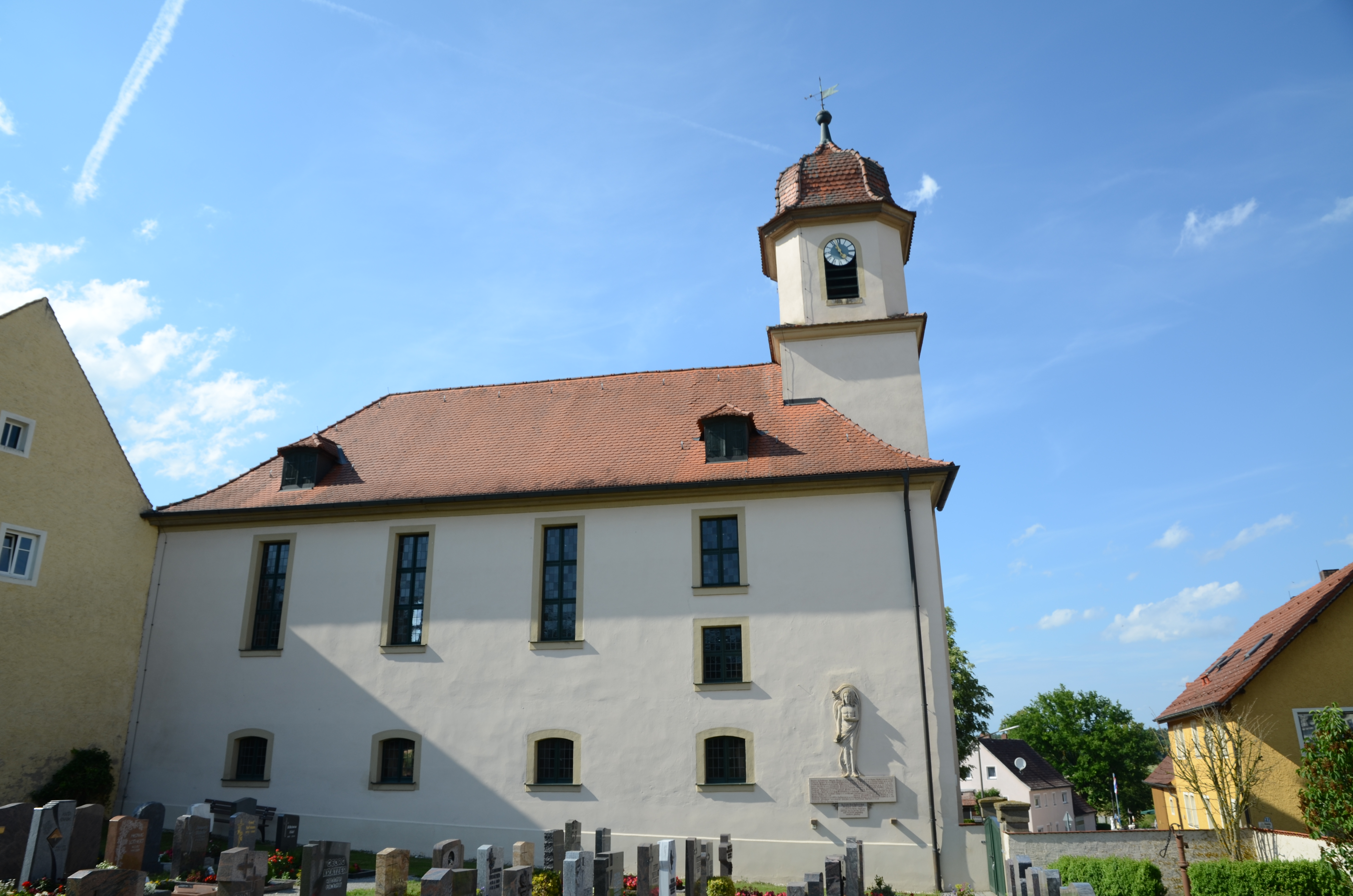
St. Peter, Südseite

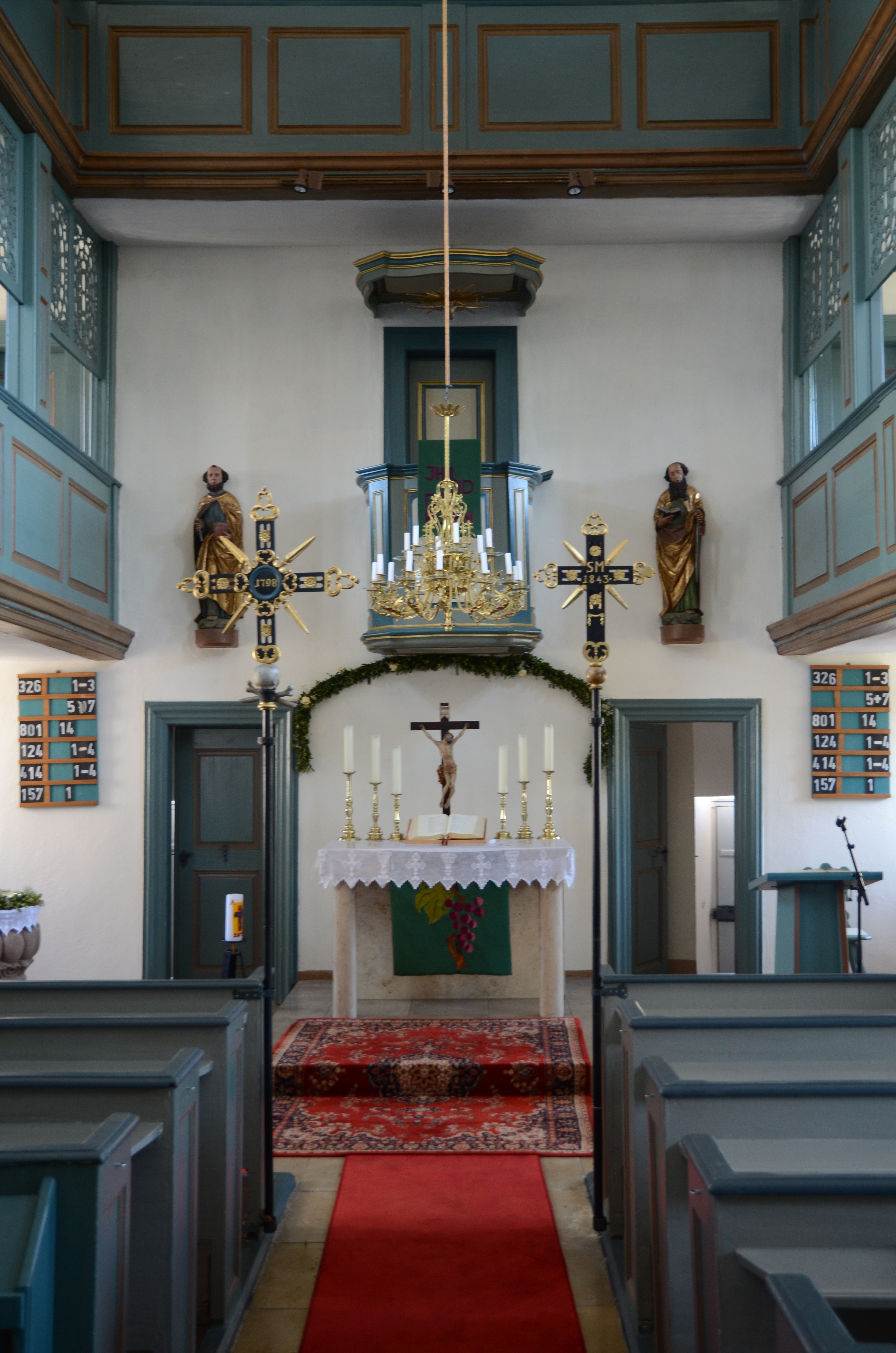
Innenansicht mit Blick nach Osten

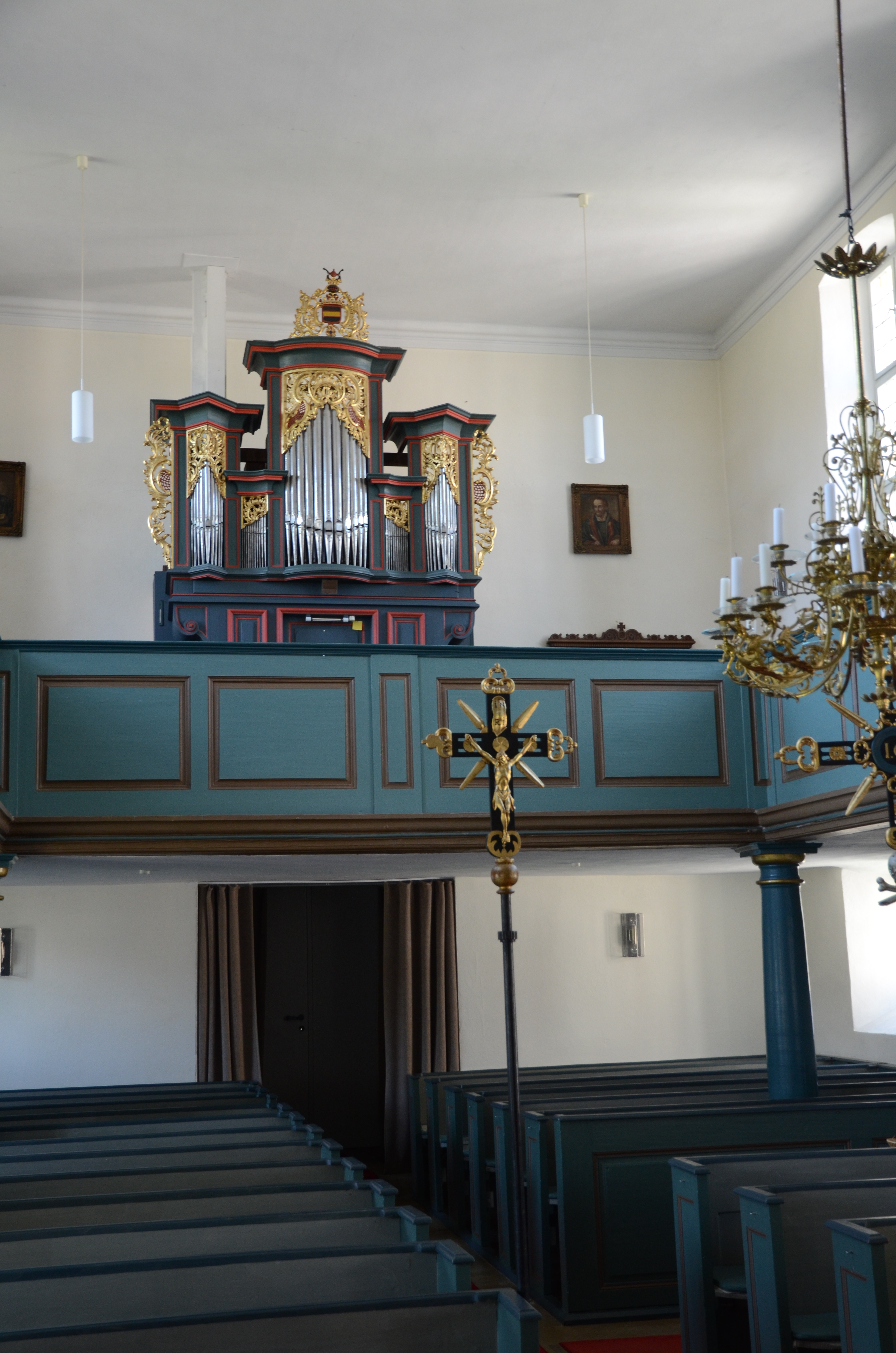
Orgelempore im Westen

St. Peter ist eine nach dem Apostel Petrus benannte evangelisch-lutherische Kirche in Thann (Dekanat Ansbach).

## Kirchengemeinde
Eine Kapelle wurde bereits 1058 erbaut und durch den Eichstätter Bischof Gundekar II. geweiht. Wahrscheinlich war St. Peter ursprünglich eine Filiale von St. Laurentius (Großenried). Noch vor der Reformation wurde St. Peter zur Pfarrei erhoben. 1565 erwarben die Herren von Crailsheim das Patronat, 1566 wurde die Reformation eingeführt. Von 1565 bis 1586 wurde die Pfarrei mit der Sommersdorfer Pfarrkirche verbunden, seit 1632 dauerhaft bis heute. 1964 endete das Patronat der Herren von Crailsheim.
Zur Kirchengemeinde gehören die Orte Kallert, Kaudorf, Liebersdorf, Selingsdorf, Thann, Weidendorf und Winkel. Anfang der 1990er Jahre gab es 366 Gemeindeglieder, heute (Stand: 2017) sind es 320.

## Kirchengebäude
St. Peter wurde 1766 für 2985 Gulden erbaut. Von den Vorgängerbauten wurde lediglich ein Wappenrelief der Herren von Thann (15. Jahrhundert) übernommen, das an der Westseite unter dem Fenster eingemauert wurde. Das Langhaus misst 17 (N.- und S.-Seite) × 9 Meter (O/W). Es hat an der Süd- und Nordseite drei Fensterachsen mit je zwei übereinander geordneten Fenster: das untere ein quadratisches Stichbogen-, das obere ein hochrechteckiges Fenster, wobei an der Nordseite das mittlere Stichbogenfenster durch ein Stichbogenportal mit Wappen darüber ersetzt ist. Die vierte Fensterachse gegen Osten hat drei übereinander angeordnete Fenster: das untere ein quadratisches Stichbogen-, die oberen zwei hochrechteckige Fenster. An der Westseite gibt es ein hochrechteckiges Fenster. An der Ostseite ist mittig der fünfgeschossige Turm eingelassen, dessen Sockel etwas über die Ostfront herausragt. Im Erdgeschoss hat dieser ein quadratisches Stichbogenfenster, darüber drei hochrechteckige Fenster. Das Glockengeschoss hat abgeschrägte Ecken und hebt sich durch ein Kranzgesims von den übrigen Geschossen ab. Es hat zu allen Seiten rundbogige Schallöffnungen mit Ziffernblatt und schließt mit einem Zwiebelhelm ab. Links und rechts vom Turm sind über einem Stichbogenportal zwei hochrechteckige Fenster angeordnet. Das Langhaus schließt mit einem Walmdach ab. An der Nord- und Südseite hat es über der ersten und vierten Fensterachse jeweils Walmgauben.
Der einschiffige Saal schließt mit einer Decke flach ab. Von der Vorgängerkirche wurde lediglich der Taufstein (17. Jh.) und ein Epitaph (Wolffgangus Dieterich von Krailsheim. Kindergrabstein von 1606) übernommen. Die gesamte Innenausstattung wurde um 1770 gefertigt und ist im Barockstil gehalten. Die erste Empore ist an der Nord-, Süd- und Westseite eingezogen. Auf der Westempore steht eine Orgel aus dem Jahr 1767 die von dem Orgelbauer Georg Martin Gessinger (Rothenburg) gefertigt wurde. Sie hat ein fünfteiliges Prospekt mit Rocaillegitterblenden. Die zweite Empore ist an der Ostseite ganz, und an der Süd- und Nordseite teilweise eingezogen. Die Kanzel befindet sich über dem Altartisch an der Ostwand. Sie ist wie der Schalldeckel vierseitig mit leicht vorgewölbten Brüstungsfeldern zwischen übereckgestellten, gefelderten Lisenen.